# Cirriphyllum reichenbachianum
Cirriphyllum reichenbachianum là một loài rêu trong họ Brachytheciaceae. Loài này được Huebener Wijk & Margad. mô tả khoa học đầu tiên năm 1959.